# Dvůr Háje
Dvůr Háje (Hájčí dvůr, Angelovský dvůr) je bývalá hospodářská usedlost na západním okraji přírodní památky U Hájů poblíž kaple Nalezení svatého Kříže. Dvůr je chráněn jako kulturní památka České republiky.

## Historie
Usedlost původně obklopená lesy a polnostmi leží jako samota na severním okraji katastru Stodůlek. Jeho vznik je datován do počátku 19. století. Nejbližším stavením byl hostinec Bílý Beránek z roku 1740.
Ve 30. letech 19. století dvůr koupil průmyslník a bankéř rytíř Leopold Lämmel, první ředitel České spořitelny. Jeho otec založil v Praze obchod s vlnou a Lämmel tento velký majetek ještě rozmnožil tak, že mohl sám roku 1831 nabídnout Rakousku půjčku 8 milionů zlatých.
Hajčí dvůr užíval se svou rodinou jako letní sídlo. Roku 1836 při přestavbě vznikl patrový letohrádek na čtvercovém půdorysu, venkovním schodištěm propojený s původním obytným stavením. Později přistavěná sýpka, stáje a stodola uzavřely rozlehlý čtvercový dvůr.
Po roce 1945 usedlost sloužila zčásti jako skladiště, zbytek byl opuštěný. Roku 2005 ji měla ve vlastnictví Nadace českého fondu umění, která zde restaurovala barokní sochy. O dvůr se přihlásili dědicové, kteří jej nyní spravují a dávají do původní podoby.
V roce 2014 byla provedena oprava krovu severního křídla budovy včetně obnovení původní nedochované věže.  V současné době probíhají na tomto objektu další rekonstrukční práce, tak aby mohl být co nejdříve užíván. 

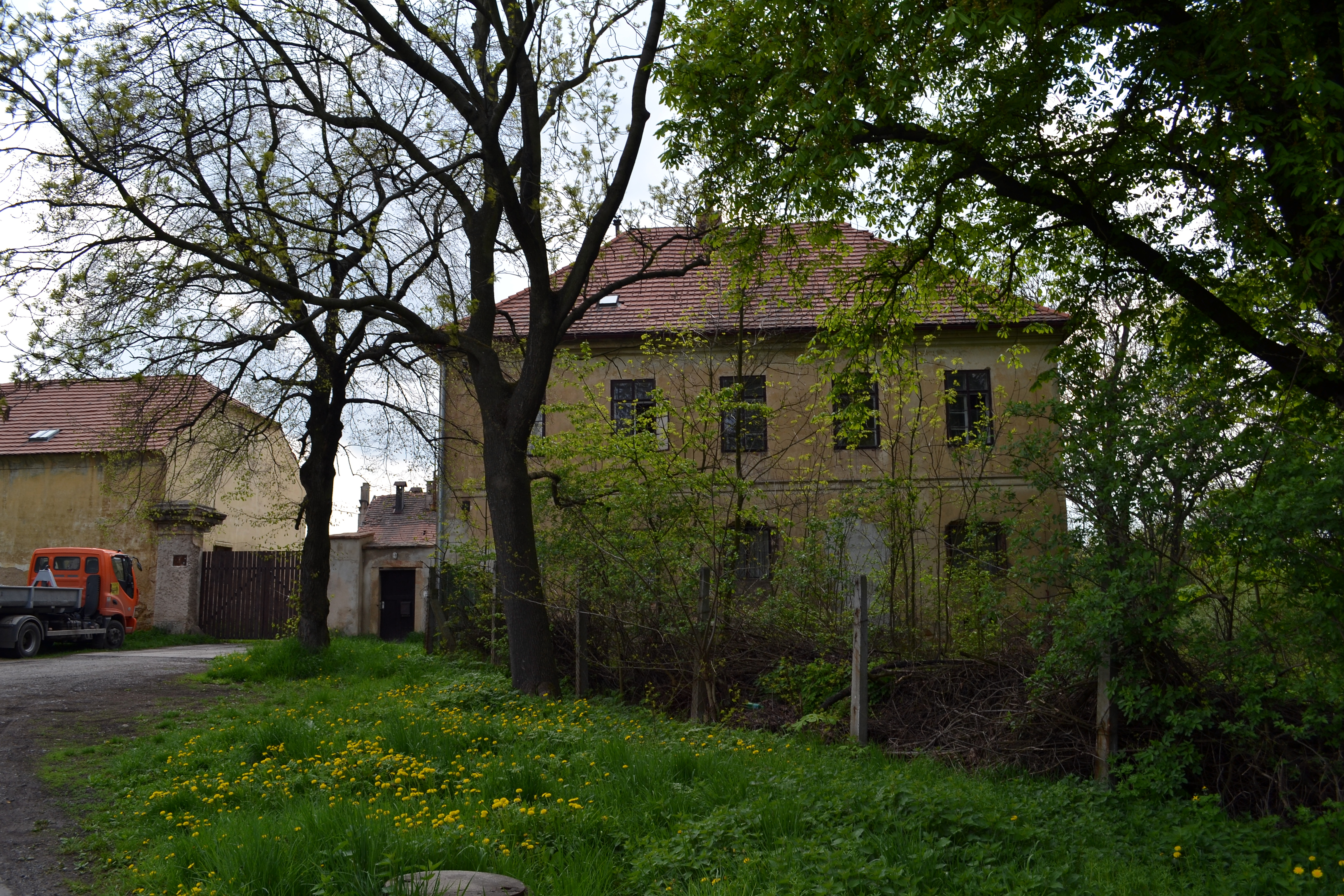
Historický areál v roce 2013